# Camille Ayglon
Camille Ayglon (Avignon, 21. svibnja 1985.) umirovljena je francuska rukometašica koja je igrala za veći broj klubova, među ostalim i za BSM Bukurešt i Francusku žensku rukometnu reprezentaciju. 
Osvajačica je srebrnog odličja s Olimpijskih igara 2016. u Rio de Janeiru, gdje je francuska reprezentacija izgubila u završnici od Rusije.
Kao članica reprezentacije nastupila je na Olimpijskim igrama 2008. i 2012. godine.
Osvajačica je srebrnih odličja sa svjetskih prvenstva 2009. u Kini i 2011. u Brazilu te brončanog s europskog prvenstva 2016. u Švedskoj.
S Bukureštom je svibnju 2016. godine osvojila EHF Ligu prvaka.
Udana je za Guillaumea Surina, francuskog rukometaša.